# Mérytrê-Hatchepsout
Mérytrê-Hatchepsout (l’Aimée de Rê, Première parmi les Nobles Dames) est la grande épouse royale du pharaon Thoutmôsis III — elle fut la seconde à porter le titre après Satiâh — et la mère du pharaon Amenhotep II. 
Son nom n'implique pas nécessairement un lien de parenté avec la reine homonyme Hatchepsout.

## Généalogie
Unie au pharaon Thoutmôsis III, elle lui donne au moins deux enfants : Amenhotep II et Mérytamon. Les inscriptions rapportées sur la statue de Houy, mère probable de Mérytré-Hatchepsout, nomment plusieurs de ses petits-enfants et permettent donc de suggérer que d’autres enfants royaux naquirent de cette union.

## Origine discutée
Elle fut longtemps considérée par de nombreux spécialistes comme la fille cadette de Thoutmôsis II et d'Hatchepsout, sur la base de deux témoignages contemporains :
- celui d'Ahmès Pen-Nekhbet, qui évoque l’aînesse de Néférourê[2],[3] ;
- celui de Senmèn, « Assistant de Sénènmout[4], Gouverneur du Palais de la fille royale, Père nourricier et Tuteur de l'Épouse du dieu Néférourê » qui se déclare également « Père nourricier de l'Épouse du dieu Hatchepsout »[5].

Mais ces témoignages ne sont pas déterminants pour plusieurs spécialistes : l’aînesse de Néférourê pourrait faire référence à son jeune demi-frère Thoutmôsis III. Quant au témoignage de Senmèn, certains spécialistes relèvent une erreur de lecture, en la corrigeant par : « Père nourricier de la fille de l'Épouse du dieu Hatchepsout », c'est-à-dire Néférourê,.
En outre, Mérytrê-Hatchepsout n'est représentée sur aucun des monuments ni nommée sur aucune inscription datant du règne d'Hatchepsout, et ne porte également jamais les titres de Fille du roi, ou de Sœur du roi. 
Elle est probablement la fille d’une dame Houy, dont le statut est attesté par ses nombreux titres : Supérieure des Recluses d’Amon, Supérieure des Recluses du temple de Rê, Divine Adoratrice d’Amon, Divine Adoratrice dans le Temple d’Atoum. La statue représentant cette femme éminente la qualifie de « mère d'une épouse du dieu et d'une grande épouse royale », cumul de titres que Mérytrê-Hatchepsout est seule à porter sous le règne autonome du troisième Thoutmôsis. Sur la statue sont nommés plusieurs de ses petits-enfants, dont certains peuvent être rapprochés des enfants avérés du couple royal.
Aucune de ces deux hypothèses ne fait encore l'unanimité.

## Une épouse estimée

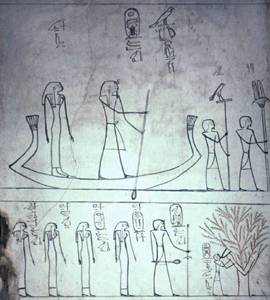
Thoutmôsis III et sa famille, tombe KV34. Dans le registre inférieur, Mérytrê se tient juste derrière le roi.

Le nom de Mérytrê n'apparaissant pas dans l'Akhmenou, la « Salle des fêtes » édifiée par Thoutmôsis III à Karnak, on peut supposer qu'elle devint la nouvelle grande épouse royale du règne vers l’an 30 du règne, succédant à Satiâh. 
Elle reçoit en outre les titres d'Épouse du dieu, de Main du dieu, Princesse héréditaire, Maîtresse des Deux Terres et, enfin, Mère du roi sous le règne d'Amenhotep II. 
Elle figure fréquemment dans les temples ou constructions royales, officiant à côté du roi, ainsi que dans des inscriptions dédiées par des particuliers. Sur la statue de Néferperet, l'échanson du roi, elle est qualifiée de « souveraine des épouses royales ». 
Mère de l'héritier au trône, Mérytrê est représentée en premier parmi les épouses royales dans la tombe de Thoutmôsis III (KV34) et reçoit l'exceptionnel privilège d'être intégrée dans le cycle solaire figuré sur les parois de la tombe, à deux reprises.
Mérytré-Hatchepsout survit à son époux, et meurt durant le règne de son fils Amenhotep II, sans qu'il soit possible d'en préciser la date.

## Sépulture
À partir de la quatrième décennie de son règne, Thoutmôsis III fait creuser une sépulture pour Mérytré-Hatchepsout dans la vallée des Rois. Il s'agit de la tombe KV42, dont les dépôts de fondation attestent qu'elle en fut bien la bénéficiaire. 
La tombe accueillit finalement un haut dignitaire, Sennefer, maire de Thèbes, et ses proches, et la momie de Mérytrê-Hatchepsout n'a pour l'instant pas été identifiée.
Il est possible que son fils Amenhotep II ait finalement décidé de l'inhumer ailleurs.